# Markvartovice
Markvartovice är en ort i Tjeckien. Den ligger i den östra delen av landet, 270 km öster om huvudstaden Prag. Markvartovice ligger 241 meter över havet och antalet invånare är 1 766.
Terrängen runt Markvartovice är platt, och sluttar österut. Runt Markvartovice är det mycket tätbefolkat, med 1 463 invånare per kvadratkilometer. Närmaste större samhälle är Ostrava, 8,6 km söder om Markvartovice. Runt Markvartovice är det i huvudsak tätbebyggt.